# Грибова Любов Степанівна
Любов Степанівна Грибова (15 серпня 1933, с. Велика Коча Кочовського району Пермської області — 12 жовтня 1986) — комі вчений-етнограф, фіноугрознавець; автор близько 50 наукових робіт із комі-перм'якознавства.

## Біографія
Народилася 15 серпня 1933 року в селі Велика Коча Кочовського району Пермської області в сім'ї лікаря.
Через часті переїзди батька всередині району вона вчилася в Петуховській і Великокочинській школах, закінчила Кочовську середню школу. Після закінчення 1952 року Кудимкарського учительського інституту, працювала викладачем історії в селі Петухово Кочовського району. Одночасно з педагогічною діяльністю Грибова займалася збором матеріалів з історії та фольклору комі-перм'яків. У 1956 році вступила на історичний факультет Московського державного університету, де навчалася на кафедрі етнографії з вивчення історії та духовної культури комі-перм'яків.
У 1961 році, після закінчення університету, Любов Грибова направлена на роботу у відділ етнографії і археології Комі філії Академії наук СРСР в місті Сиктивкар на посаду молодшого наукового співробітника. З 1963 по 1968 роки навчалася в аспірантурі, де сформувалося коло її наукових інтересів — генезис і стилістичні особливості народного мистецтва фінно-угорських народів. У цей же період вийшли її перші наукові публікації з фольклору і народного образотворчого мистецтва комі-перм'яків. У 1969 році Грибова захистила дисертацію по темі «Історичні традиції в народному мистецтві комі-перм'яків». У 1975 році обрана на посаду старшого наукового співробітника і очолила творчу лабораторію з вивчення декоративно-прикладного мистецтва народів комі.
Л. С. Грибова провела численні експедиційні поїздки в Комі-Перм'яцькому окрузі, в Республіці Комі і Архангельській області. Збиралися і фіксувалися історичні відомості, описи обрядів та традицій, матеріали усної та прикладної творчості народів. Л. С. Грибова брала також участь у роботі наукових симпозіумів та конференцій. За етнографічні дослідження Л. С. Грибова нагороджена срібною медаллю ВДНГ СРСР.
Померла 12 жовтня 1986 року.
В особистому архівному фонді Л. С. Грибової, що зберігається в Комі науковому центрі, знаходяться матеріали з образотворчого мистецтва; родильної, весільної, поховальної та календарної обрядовості народів комі, по традиційній медицині; збірки метеорологічних і сімейних повір'їв і прикмет.

## Праці
Деякі роботи Л. С. Грибової:
- Пермский звериный стиль. М., 1975.
- Декоративно-прикладное искусство народов коми. М., 1980.
- Лыдпасы — счетная графика коми // Традиции и новации в народной культуре коми. Сыктывкар, 1983.

Остання велика робота Л. С. Грибової — альбом «Народне мистецтво комі», виданий в 1992 році, вже після смерті автора, підготовлений до друку співробітниками Республіканського краєзнавчого музею під керівництвом Е. А. Савельєвої.